# Ectogonia butleri
Ectogonia butleri är en fjärilsart som beskrevs av John Henry Leech 1900. Ectogonia butleri ingår i släktet Ectogonia och familjen nattflyn. Inga underarter finns listade i Catalogue of Life.